# Matías Sborowitz
Matías Sborowitz (Santiago, 9 de julio de 1993) es un tenista profesional chileno. Lleva conquistado 1 título Futuro y 2 finales. Fue entrenado durante 2013 por Fernando González. Es parte de una nueva generación de tenistas chilenos junto a Nicolás Jarry, Christian Garin, Gonzalo Lama, y Bastián Malla, entre otros. Finalizó la temporada 2014 ingresando al Top 500 y en su mejor ranking (457).

## Títulos enFutures(1)

### Individuales (1)
| N.º | Fecha               | Torneo    | Superficie | Oponente en la final | Resultado   |
| --- | ------------------- | --------- | ---------- | -------------------- | ----------- |
| 1.  | 23 de junio de 2014 | México F7 | Cemento    | Tigre Hank           | 6-3, 7-6(5) |

### Finalista (2)
- 2014: Chile F3, pierde ante  Caio Zampieri 1-6, 2-6
- 2014: Irán F7, pierde ante  Marko Tepavac 1-6, 6-2, 2-6